# Stig Rästa
Raul-Stig Rästa (ur. 24 lutego 1980 roku w Tallinnie) – estoński piosenkarz, gitarzysta i autor tekstów, były lider zespołu Slobodan River, członek zespołów Traffic i Outloudz, reprezentant Estonii w 60. Konkursie Piosenki Eurowizji w 2015 roku w duecie z Eliną Born.

## Kariera muzyczna

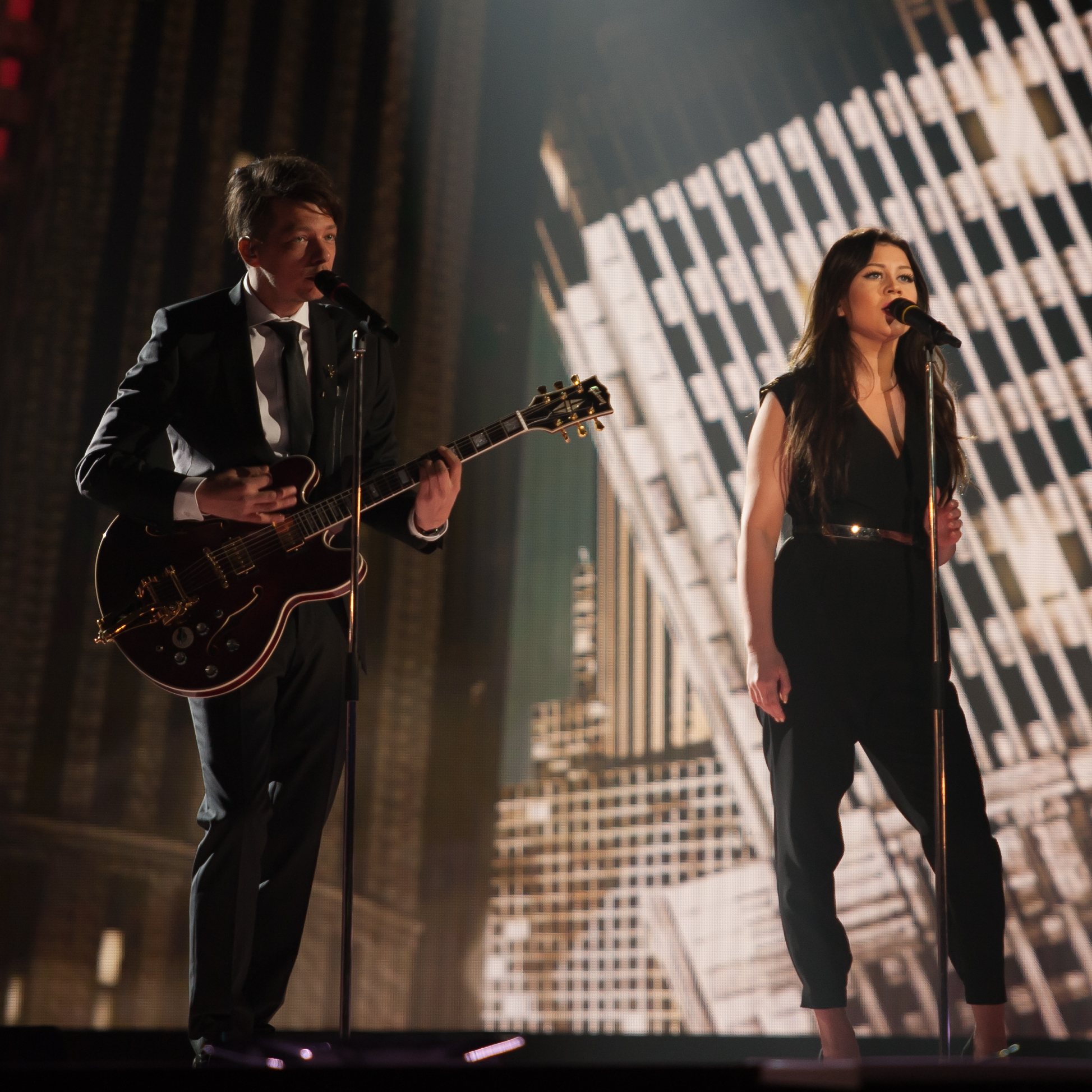
Stig Rästa i Elina Born podczas 60. Konkursu Piosenki Eurowizji

W 2001 roku, wraz z Ithaką Marią oraz Tomim Rahulą, stworzył zespół Slobodan River. W dorobku artystycznym grupy muzycznej, która rozpadła się w 2006 roku, znajduje się album Surrounded oraz singel „A Girl in a Push Up Bra”.
Od 2006 roku jest członkiem zespołu Traffic, a od 2010 roku liderem grupy Outloudz. W 2011 roku wziął udział w piątej edycji programu Tantsud tähtedega, będącego estońską wersją formatu Dancing with the Stars. Jego partnerką taneczną była Kariną Vesman, z którą zajął czwarte miejsce.
W lutym 2015 roku, wraz z Eliną Born, którą odkrył za pośrednictwem portalu YouTube, wziął udział z utworem „Goodbye to Yesterday” w estońskich eliminacjach eurowizyjnych Eesti Laul 2015. Wystąpili w drugim półfinale selekcji i awansowali do finału. Otrzymali największe poparcie jurorów oraz telewidzów (71 429 głosów) i wygrali finał, dzięki temu reprezentowali Estonię w 60. Konkursie Piosenki Eurowizji w Wiedniu. W maju wystąpili z siódmym numerem startowym w pierwszym półfinale konkursu i awansowali do finału. Wystąpili w nim jako czwarci w kolejności i zajęli siódme miejsce ze 106 punktami na koncie.
W 2016 roku współtworzył singel Jüriego Pootsmanna „Play”, będący estońską propozycją podczas 61. Konkursu Piosenki Eurowizji. W 2017 roku z utworem „Home” uczestniczył w konkursie Eesti Laul 2018, będącego krajowymi eliminacjami do 63. Konkursu Piosenki Eurowizji, zajmując w nim drugie miejsce.
Był również współtwórcą utworu "Storm" Victora Crone'a, który wygrał Eesti Laul 2019 i reprezentował Estonię w Konkursie Piosenki Eurowizji 2019. Występował też w charakterze chórzysty do tej piosenki podczas występów w Tel Awiwie. W 2020 roku ponownie wziął udział w Eesti Laul, jednak tym razem jako członek zespołu Traffic. Pomyślnie awansowali do finału, w którym zajęli 5. miejsce. Stig wystartował także w Eesti Laul 2022, gdzie z piosenką "Innerstellar" zajął 9. miejsce.

## Dyskografia
Albumy z zespołem Slobodan River:
- Surrounded (2004)

Albumy z zespołem Traffic:
- Traffic (2007)
- 2 (2008)
- Siirius (2012)

Albumy z zespołem Outloudz:
- Wide Awake (2011)